# نوئل د پاو
نوئل د پاو (انگلیسی: Noël De Pauw; ۲۵ ژوئیهٔ ۱۹۴۲ – ۱۳ آوریل ۲۰۱۵) دوچرخه‌سوار اهل بلژیک بود.